# Маргарета Вилардуен
Маргарета Вилардуен (грчки: Μαργαριτα Βιλλεαρδουινου; 1266 – фебруар/март 1315), била је ћерка кнеза Вилијама II Вилардуена, кнеза од Ахаје, и његове треће жене кнегиње Ане Комнине Дука.

## Биографија
Године 1276. отац јој је доделио две трећине (16 витешких феуда) Бароније Акова. Након смрти кнеза Вилијама II 1278. године, пошто није имао синове, по Витербском уговору, кнежевска титула је прешла на краља Сицилије, Карла I Анжујског, свекра Маргаретине старије сестре Изабеле. Њена мајка Ана је задржала само наследни домен Вилардуена, Баронију Каламату и тврђаву Члемоутси, али је била принуђена да их се одрекне 1282. године, у замену за земље на другим местима у Месенији. Маргарета је остала под старатељством своје мајке до Анине смрти 4. јануара 1286. године.
Године 1304. од свог зета, принца Филипа Савојског, тражила је једну петину кнежевине Ахаје, али је одбијена. Она је поновила своју претензију, овога пута за целу кнежевину, након смрти своје сестре Изабеле 1312. године, Маргаретина претензија почивала је на њеном тумачењу Витербског уговора, који је предвиђао стварање таквог феуда, али само за мушког потомка кнеза Вилијам II. Каснији документ из 1344. године, такође тврди да је кнез Вилијам II у свој тестамент укључио одредбу да ће Маргарета наследити своју сестру, ако она умре без деце, али кнегиња Изабела је имала две ћерке. Поред тога, када је краљ Карло I Анжујски дао кнежевину кнегињи Изабели 1289. године, изричито је ограничио њене наследнике на њене сопствене потомке. Како је Ј. Лонгнон прокоментарисао, њена права на Ахају су била „више него сумњива“, а њене претензије је поново занемарио сизерен кнежевине, кнез Филип I од Тарента, у корист њене сестричине војвоткиње Матилде од Еноа и њеног мужа војводе Луја од Бургундије.
Да би добила подршку за своје претензије, Маргарета је у фебруару 1314. године, посетила Сицилију како би удала своју једину ћерку Изабелу од Сабрана за инфанта Фернанда од Мајорке, који је, као принц без земље, желео да добије кнежевску титулу Ахаје. Фернандо се брзо заљубио у Изабелу — коју је каталонски хроничар Рамон Мунтанер описао као „најлепше створење које се може видети“ и „најмудрија дама на свету“ — и венчање је у Месини 14. фебруара 1314. године, у великој раскоши прослављено. Маргарета им је пренела своје титуле и претензије и вратила се у Ахају у лето 1314. године, где ју је затворио анжујски баили Никола ле Мор у замку Члемоутси, где је умрла у фебруару или марту 1315. године. Инфант Фернандо је извршио инвазију на Ахају и покушао да преузме Кнежевину од војводе Луја Бургундског, али је упркос првобитном успеху пао у бици код Маноладе у јулу 1316. године, а остаци мајорканске војске су се убрзо повукли.

## Породица
Прво се удала у септембру 1294. године, за Иснарда од Шабрана и имала једну ћерку, Изабелу од Шабрана, која се удала за инфанта Фернанда од Мајорке, сина краља Ђаумеа II од Мајорке. Иснард је умро 1297. године. Њен други брак био је са Ричардом I Орсинијем, грофом палатином од Кефалоније и Закинтоса, 1299. године. Пар је имао неименовану ћерку која је умрла као дете.